# 일본계 한국인

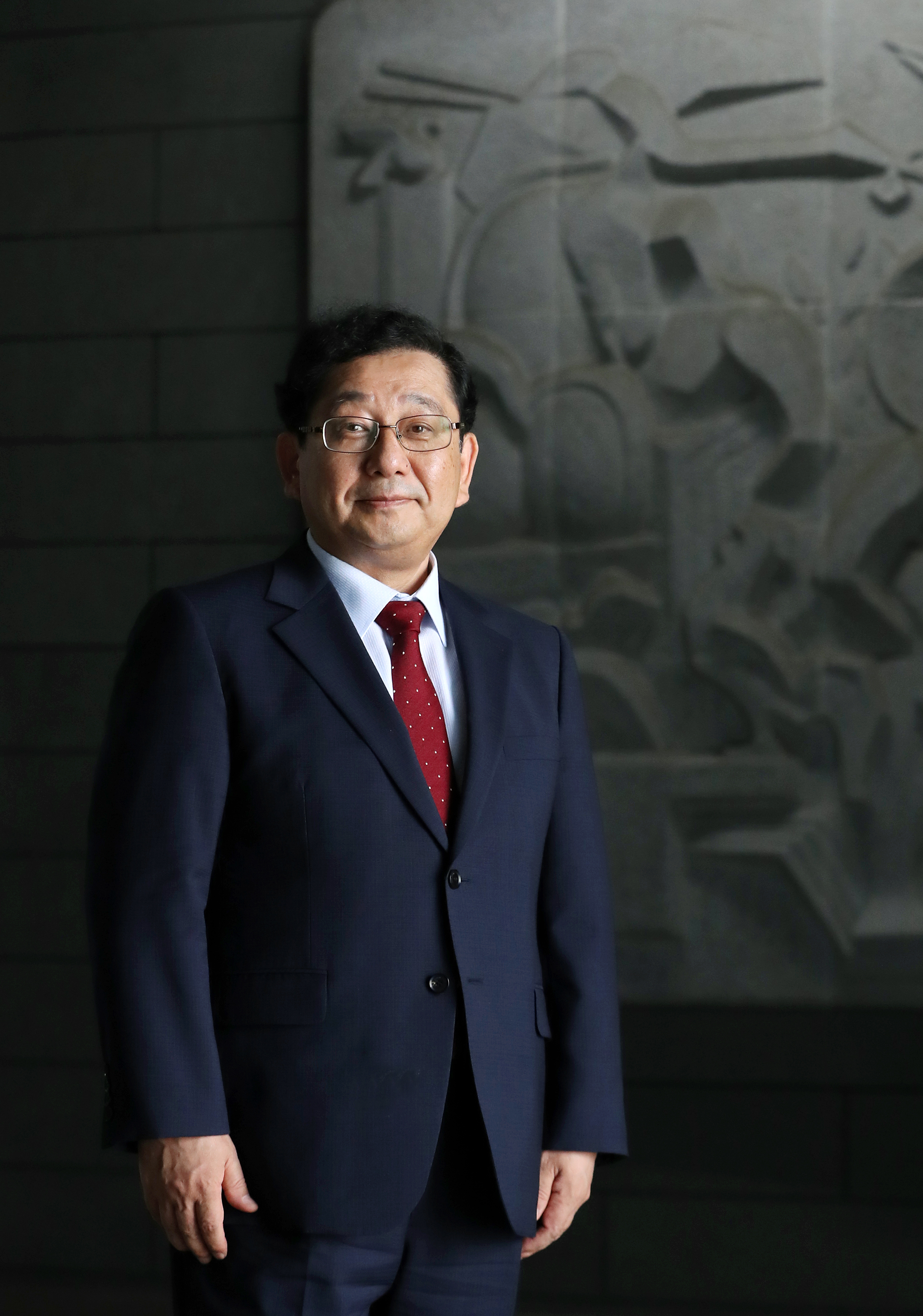

재한 일본인 또는 일본계 한국인은 대한민국이나 조선민주주의인민공화국에 거주하고 있는 일본인이다. 일제강점기때에는 많은 일본인들이 한반도에 들어와서 조계지를 이루었다. 일본사람들이 치외법권 적용을 받던 공동체였던 일본 조계지는 인천광역시 중구 및 주변이다. 일본 하역회사(지금의 팟알카페), 영사관(지금의 인천 중구의회), 상인들이 의상실, 잡화점 등 가게로 사용하는 일본 전통가옥이 있다. 제2차 세계 대전에서 일본이 패전 이후 일본으로 돌아갔다. 외무성 자료에 의하면 대한민국에서 체류하거나 거주하는 일본인은 2015년 10월 기준 약 38,060명 정도이다. 위 자료에는 절대다수가 일본 국적을 가지고 있다. 사업, 결혼, 유학 등의 이유로 대한민국을 방문하는 일본계 한국인도 위 자료에 포함되어 있다.

## 조선민주주의인민공화국의 일본인처
재일 한국인 남편을 따라 조선민주주의인민공화국으로 가서 결혼한 일본인 여성을 말한다. 일제강점기의 반일감정으로 인해 조선민주주의인민공화국 내에서 멸시와 차별을 당한 여성들이다. 현재 이들에 대한 사회적 지원이 미미한 실정이다.

## 대한민국의 일본인처
해방 직후에 한국을 떠나지 않은 일본인 여성들이 약간 있었다. 하지만 가해자라는 이유로 역시 북송 일본인처와 마찬가지로 반일감정으로 인해 멸시와 차별을 당했다. 현재 이들에 대한 사회적 지원이 미미한 실정이다.

## 유명한 일본계 한국인
- 호사카 유지 - 세종대학교의 교수.
- 김충선 - 조선으로 귀화한 일본인 장수. 일본식 이름 사야가.
- 이방자 - 대한제국의 마지막 황태자 의민태자의 태자비. 일본식 이름 나시모토노미야 마사코.
- 망절일랑 - 일본인 아버지와 한국인 어머니 사이에서 태어난 대한민국의 농업인. 일본식 이름 아미키리 이치로.
- 황목치승 - 할아버지가 일본에서 귀화한 일본계 한국인 3세 야구선수. 일본식 이름 아라키 하루스케.
- 유태웅 - 아이돌 그룹 스누퍼의 리더. 어머니가 재일 한국인. 일본식 이름 유키토모 야스오.
- 윤정섭-할아버지가 일본에서 귀화한 일본계 한국인 3세 희극인. 일본식 이름 이토 신이치.
- 양승호 - 일본 국적의 래퍼.